# 中央人民政府粮食部
中华人民共和国中央人民政府粮食部是根据1949年9月27日中国人民政治协商会议第一届全体会议通过的《中华人民共和国中央人民政府组织法》第二十二条的规定，于1952年8月7日设置的一个部门。1952年8月7日，中央人民政府委员会第十七次会议决定，成立中央人民政府粮食部。

## 历史
该部是将中央人民政府贸易部下属的粮食公司和中央人民政府财政部下属的粮食总局合并成立的。

## 职责权限
按照相关规定，中央人民政府粮食部在政务院财政经济委员会的指导下展开工作。

## 组织结构
- 加工局

## 历任部长
1. 章乃器（1952年8月—1954年9月）

## 副部长
- 范式人（原江西省人民政府副主席，1952年8月至1952年11月）
- 陈希云（原西南军政委员会财政经济委员会副主任，1952年11月）
- 黄静波（原甘肃省人民政府财政经济委员会副主任，1952年11月）
- 陈国栋（原中央人民政府财政部副部长，1953年9月）

## 外部連結
- （简体中文） 中华人民共和国商务部官方网站商务部机构沿革（页面存档备份，存于）